# سمنو-ماکاروو
سمنو-ماکاروو (انگلیسی: Semeno-Makarovo) یک شهرک در شهرستان یرمکیفسکی استان باشقیرستان کشور روسیه است.